# 訃報 2002年4月
訃報 2002年4月（ふほう 2002ねん4がつ）では、2002年（平成14年）4月中に物故した、又は物故が報じられた人物についてまとめる。

## （1日 - 15日）

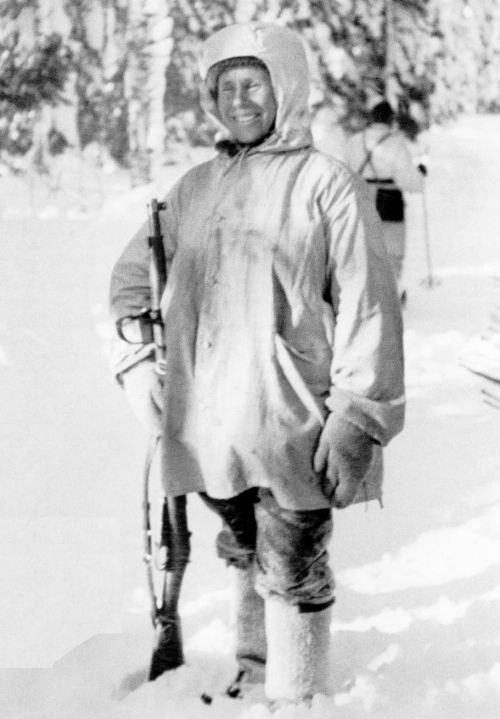
シモ・ヘイヘ／4月1日没

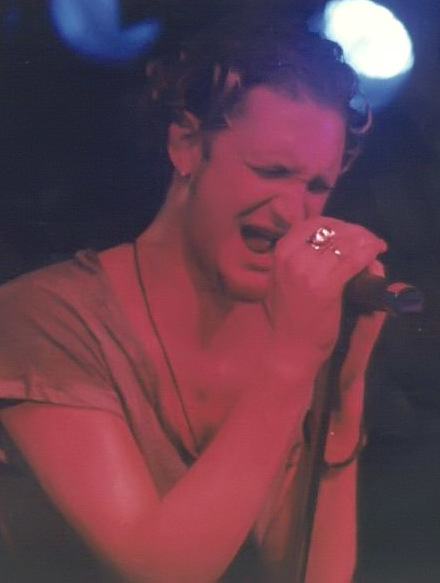
レイン・ステイリー／4月5日没

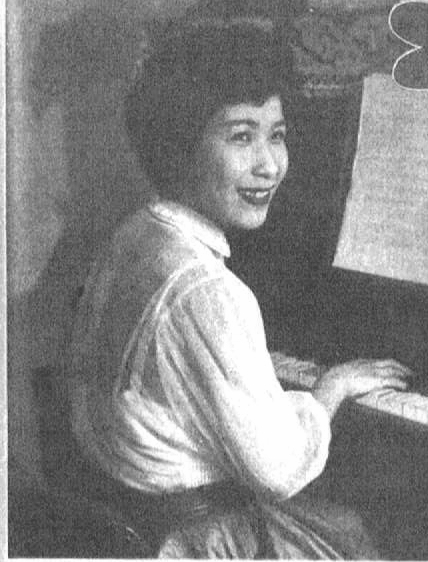
菊池章子／4月7日没

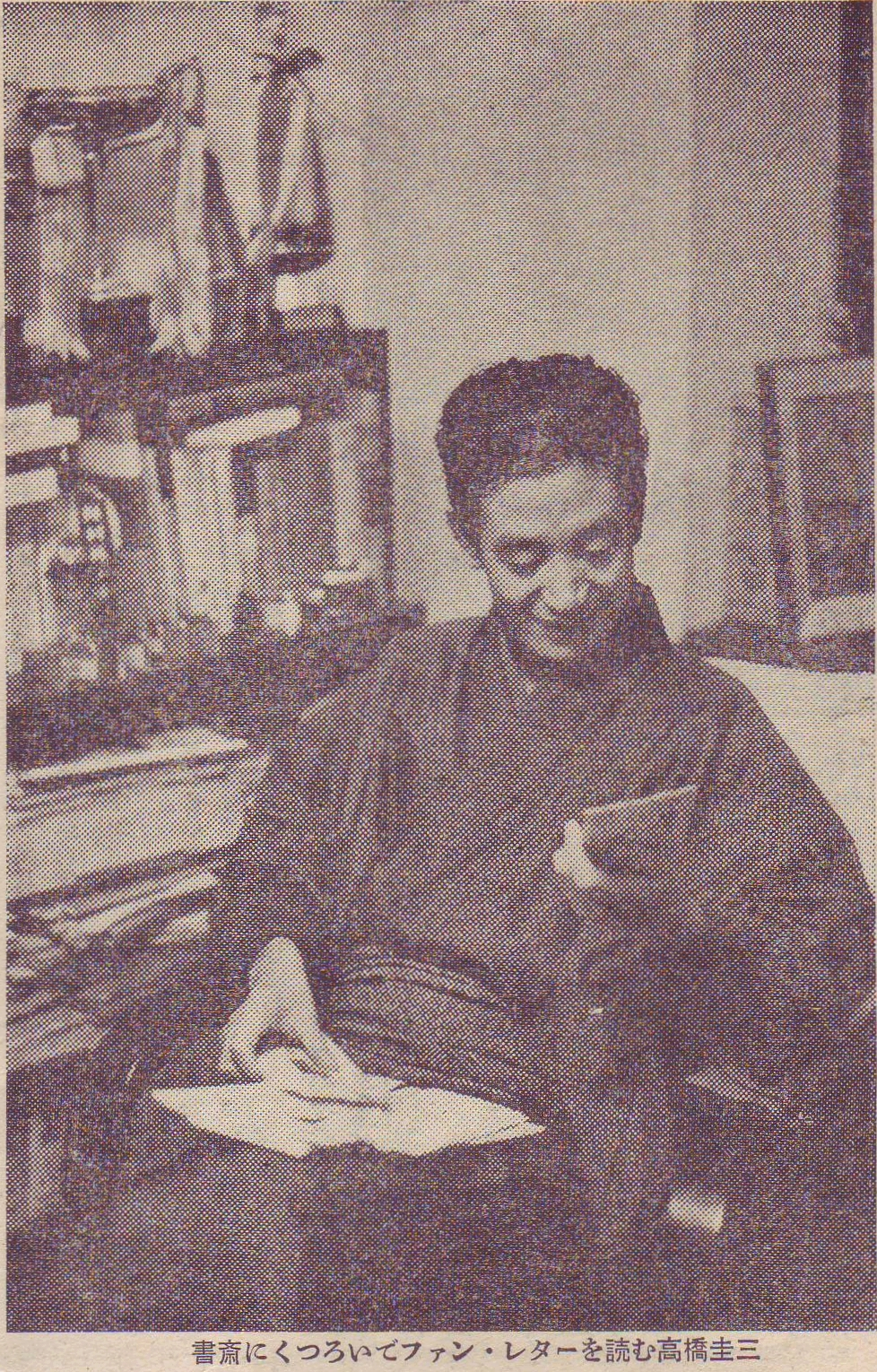
高橋圭三／4月11日没

- 4月1日 - シモ・ヘイヘ、軍人、狙撃手（* 1905年）
- 4月2日 - ジャック・クルーシェン、俳優（* 1922年）
- 4月2日 - ジョン・R・ピアース、工学者・作家（* 1910年）
- 4月2日 - 本山亨、弁護士・最高裁判所判事（* 1912年）
- 4月4日 - 秋元秀雄、ジャーナリスト、評論家（* 1926年）
- 4月5日 - 藤原鉄之助、プロ野球選手（* 1924年）
- 4月5日 - レイン・ステイリー、歌手（アリス・イン・チェインズ）（* 1967年）
- 4月6日 - 本田弘慈、牧師（* 1912年）
- 4月7日 - 菊池章子、歌手（* 1924年）
- 4月7日 - ジョン・エイガー、俳優（* 1921年）
- 4月8日 - マリア・フェリックス、女優・歌手（* 1914年）
- 4月9日 - 中薗英助、小説家、推理作家（* 1920年）
- 4月9日 - 額田やえ子、英語翻訳家、吹き替え字幕翻訳家（* 1927年）
- 4月9日 - 安東次男、俳人・詩人（* 1919年）
- 4月9日 - 小野喜孝、経営者（* 1924年）
- 4月9日 - 戸川敬一、ドイツ文学者（* 1909年）
- 4月10日 - 百武裕司、アマチュア天文家（* 1950年）
- 4月11日 - 高橋圭三、アナウンサー、司会者（* 1918年）
- 4月11日 - 奥島啓弐、工学者（* 1914年）
- 4月12日 - 武内義範、宗教学者・浄土真宗僧侶（* 1913年）
- 4月12日 - 中山周平、理科教育者（* 1915年）
- 4月13日 - オレステ・ピッチョーニ、物理学者（* 1915年）
- 4月13日 - 鈴木秀次、物理学者（* 1924年）
- 4月14日 - 上田三千夫、騎手・競走馬調教師（* 1926年）
- 4月15日 - バイロン・ホワイト、アメリカ合衆国連邦最高裁判所陪席判事を務めた法律家（* 1917年）

## （16日 - 30日）

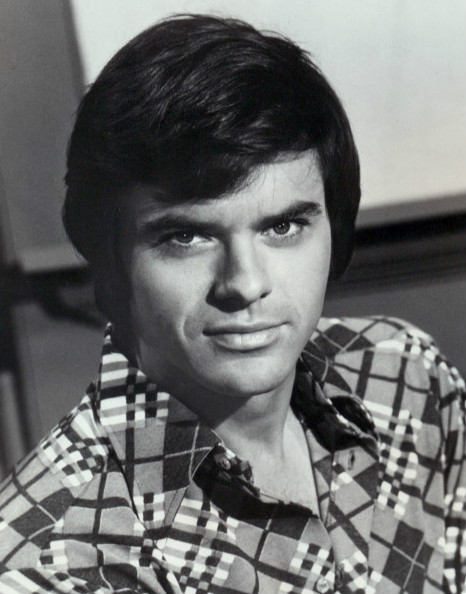
ロバート・ユーリック／4月16日没

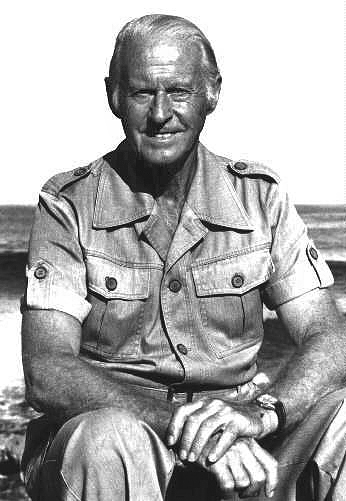
トール・ヘイエルダール／4月18日没

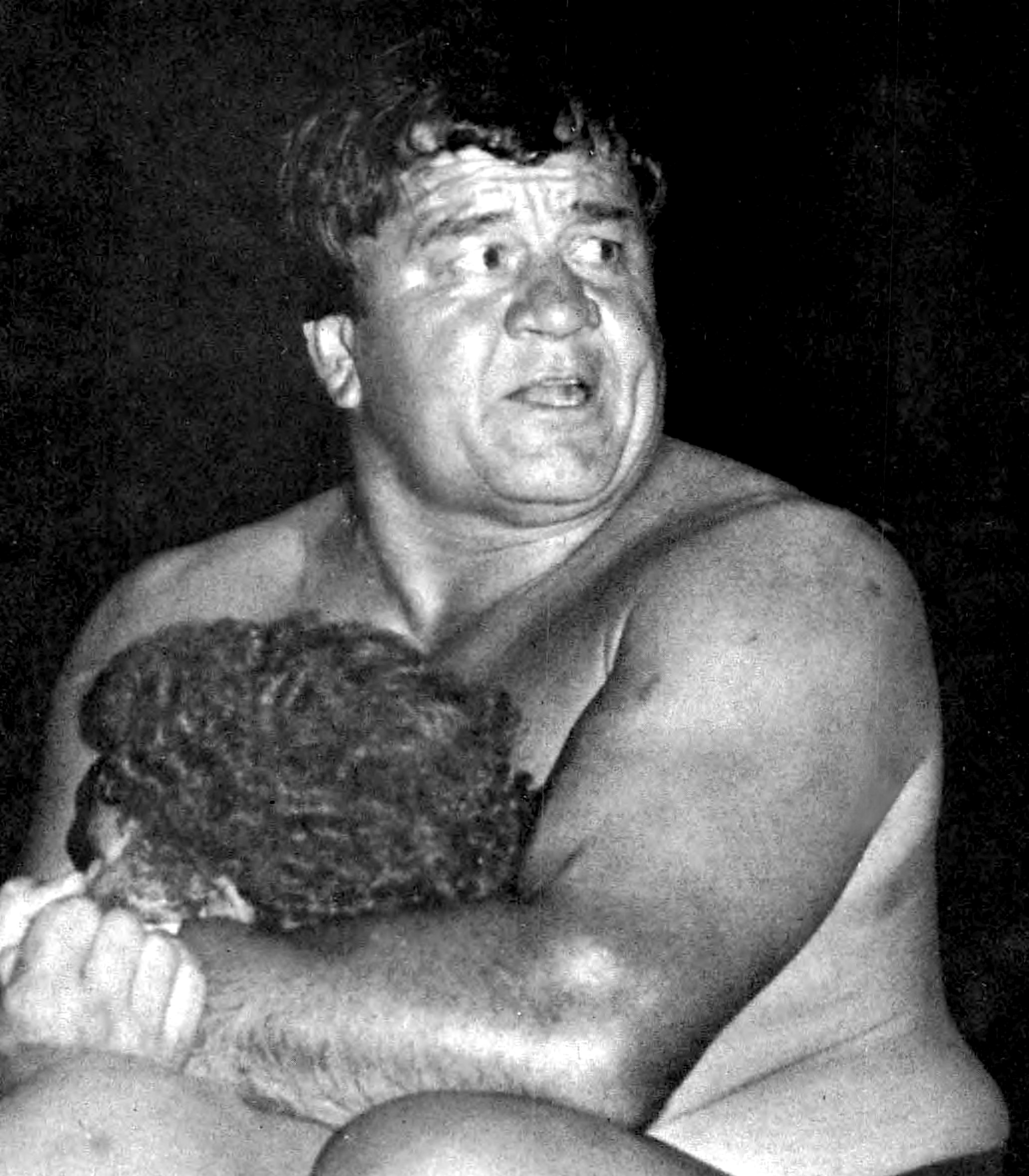
ワフー・マクダニエル／4月18日没

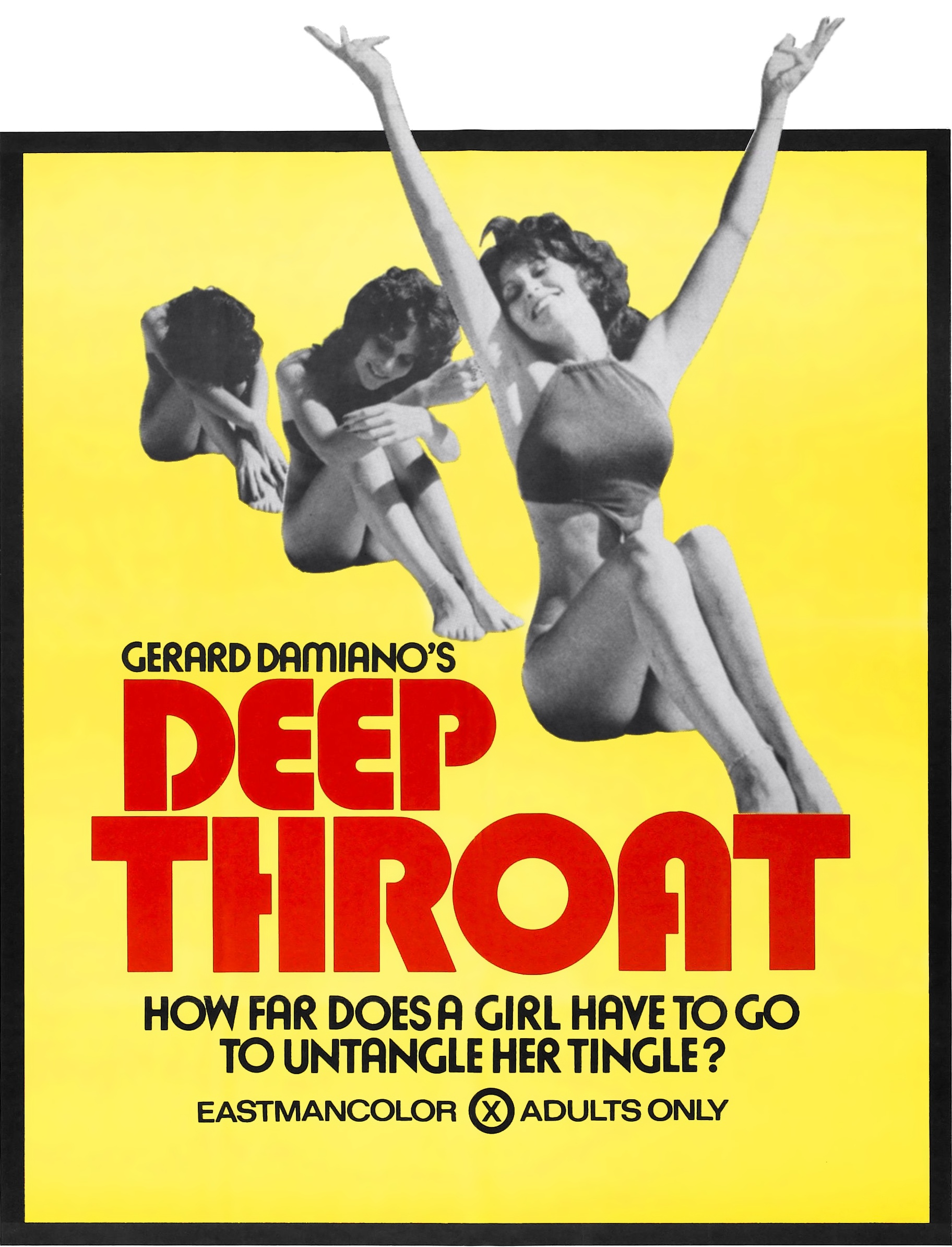
リンダ・ラヴレース／4月22日没

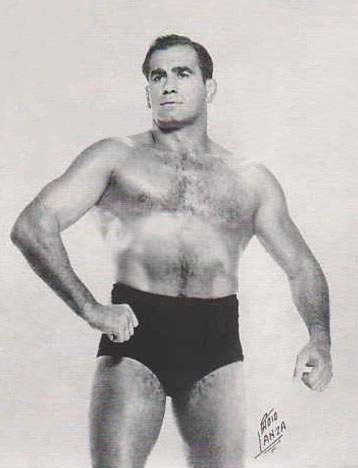
ルー・テーズ／4月28日没

- 4月16日 - 茂木忠之、プロ野球選手（* 1938年）
- 4月16日 - ロバート・ユーリック、俳優（* 1946年）
- 4月16日 - 川越藤一郎、元ラグビー選手（* 1914年）
- 4月16日 - 諸谷義武、政治家（* 1907年）
- 4月17日 - サイラス・コルター、作家・弁護士（* 1910年）
- 4月17日 - 坂野重信、内務・建設官僚・政治家（* 1917年）
- 4月18日 - トール・ヘイエルダール、人類学者・探検家（* 1914年）
- 4月18日 - ワフー・マクダニエル、プロレスラー（* 1938年）
- 4月18日 - 荒井欣一、UFO研究者（* 1923年）
- 4月19日 - レジナルド・ローズ、脚本家（* 1920年）
- 4月21日 - オグデン・フィップス、コートテニスプレイヤー（* 1908年）
- 4月21日 - ヴィクター・ワイスコフ、理論物理学者（* 1908年）
- 4月22日 - 斎藤英四郎、実業家、新日本製鐵社長、第6代経団連会長（* 1911年）
- 4月22日 - リンダ・ラヴレース、女優（* 1949年）
- 4月23日 - 中臺瑞真、木工芸家（* 1912年）
- 4月24日 - 杉戸清、政治家（* 1901年）
- 4月25日 - ヴィリー・イェーデ、軍人（* 1908年）
- 4月25日 - 伊藤正男、工学者・実業家（* 1911年）
- 4月26日 - 斎藤史、歌人（* 1909年）
- 4月27日 - ジョージ・アレック・エフィンジャー、SF作家（* 1947年）
- 4月27日 - ハンス・ハインリヒ・ティッセン＝ボルネミッサ、美術家・美術品収集家（* 1921年）
- 4月27日 - ギラ・ブスタボ、ヴァイオリニスト（* 1916年）
- 4月28日 - ルー・テーズ、プロレスラー（* 1916年）
- 4月28日 - ゴードン・ウィリー、考古学者（* 1913年）